# Naunton
Naunton är en ort och civil parish i Storbritannien.   Den ligger i grevskapet Gloucestershire och riksdelen England, i den södra delen av landet, 120 km väster om huvudstaden London. Naunton ligger 176 meter över havet och antalet invånare är 371.
Terrängen runt Naunton är platt. Runt Naunton är det ganska tätbefolkat, med 72 invånare per kvadratkilometer. Närmaste större samhälle är Cheltenham, 16,9 km väster om Naunton. Trakten runt Naunton består till största delen av jordbruksmark.